# Chalcotropis insularis
Chalcotropis insularis är en spindelart som först beskrevs av Eugen von Keyserling 1881.  Chalcotropis insularis ingår i släktet Chalcotropis och familjen hoppspindlar. Inga underarter finns listade i Catalogue of Life.